# Parafia Niepokalanego Serca Najświętszej Maryi Panny w Wysokim Kościele
Parafia Niepokalanego Serca Najświętszej Maryi Panny w Wysokim Kościele – parafia rzymskokatolicka znajdująca się w dekanacie Trzebnica, w archidiecezji wrocławskiej. Jej proboszczem od 2021 jest ks. Emanuel Rus SDS. Obsługiwana przez Salwatorianów. Erygowana w 1972.